# Preferisco il paradiso
Preferisco il paradiso è una miniserie televisiva italiana in due puntate, basata sulla biografia di san Filippo Neri, andata in onda su Rai 1 il 20 e il 21 settembre 2010.
La miniserie, diretta da Giacomo Campiotti e coprodotta da Lux Vide e Rai Fiction, ha come interprete principale Gigi Proietti nel ruolo del protagonista Filippo Neri, il presbitero proclamato santo nel 1622.

## Trama
Il presbitero Filippo Neri, partito dalla campagna maremmana della sua natia Toscana, è arrivato nello Stato Pontificio nel 1570 per potersi imbarcare per le Indie con i missionari di Ignazio di Loyola, ma tutti i posti sono già stati occupati, come detto dal segretario Ignazio Vanni. Desolato, mentre cammina per le vie di Roma, interviene ad allontanare una banda di trovatelli che malmena un uomo, facendo amicizia con Pierotto, uno di essi.
L'uomo, per riconoscenza, lo porta a casa e gli offre il posto di precettore per suo figlio Michele. Filippo accetterà, diventando il precettore anche della sorellina di Michele, Ippolita, che diventerà una donna bella e coraggiosa. Girando per le vie di Roma, s'imbatte nuovamente nella banda di trovatelli, capeggiati da Mezzapagnotta. Deciderà quindi di dedicare la sua esistenza, mettendo in atto la vocazione che Dio gli aveva donato, a quei piccoli e indifesi trovatelli, educandoli ed istruendoli insieme a Michele, Ippolita, che s'innamora di Mezzapagnotta, e Camillo, figlio di un nobile alquanto austero. L'allievo prediletto di Filippo sarà sempre Pierotto e il migliore amico sarà Persiano (sua guida e confessore), con cui compie il miracolo, dopo che era morto per una caduta, di riportarlo in vita per il tempo di salutarsi affettuosamente e di confessarlo.
Organizzerà, nei pressi di un nosocomio per poveri, un oratorio dedicato alla preghiera e alla catechesi, dando così inizio al catechismo, con il permesso di papa Gregorio XIII. Nella serie, in due episodi, si alternano inoltre figure varie che interagiscono a vario titolo col santo: il matrimonio di Ippolita con Mezzapagnotta appena cresciuti nel 1590, l'austero padre di Camillo che si pente delle sue azioni, il superbo e arrivista Aurelio, l'invidioso cardinale Capurso, suo nipote nobile Alessandro che prima si scontra brutalmente con Filippo e poi si converte, il nuovo papa Sisto V e tutto un pullulare di umile gente che attornia il santo prete fortificandone le intenzioni di procedere nella direzione imboccata, fino alla morte del presbitero nel 1595, circondato da Pierotto e tutti gli ex-bambini cresciuti da lui, ora adulti e laureati.

## Differenze tra la fiction e la storia
La fiction presenta alcune differenze dalla realtà che si discostano enormemente dalla storia di Filippo Neri.
- Filippo Neri arrivò a Roma diciannovenne e ancora stava studiando per diventare prete; nella fiction arriva a Roma in età matura ed è prete.
- Galeotto Caccia s'incontrò con Filippo alla dogana pontificia; nella fiction l'incontro avviene in seguito a un'aggressione da parte di bambini, capeggiati dall'esattore Alessandro.
- Galeotto aveva due figli maschi e nessuna figlia femmina ed entrambi divennero preti, cosa non mostrata nella fiction; inoltre, il figlio Michele non era balbuziente.
- Riguardo a i bambini che Filippo Neri cercava di sollevare dal degrado, nella realtà non c'è traccia delle vicende di Mezzapagnotta e di Pierotto, ma alcuni bambini del suo oratorio divennero preti, come Pierotto.
- Manca l'episodio della probabile effusione dello Spirito Santo, avuta nelle catacombe di San Sebastiano, fatto che lo spinge a lasciare la casa dei Caccia per vivere da eremita.
- Persiano Rosa era il padre spirituale di Filippo, quindi l'incontro non avvenne in un lazzaretto come nella fiction, anche perché non lavorava lì.
- Non si sa chi fosse la donna a cui Filippo paragonò il credere a un pettegolezzo al raccogliere le piume di una gallina; nella fiction la donna è la signora Caccia.
- Nella realtà mancano testimonianze di confronti tra i papi e Filippo Neri per le sue idee divergenti dalle loro.
- Non ci sono tracce delle storie di Aurelio, che si mette al servizio di Filippo Neri in quanto spia, e di Camillo, costretto dal padre a rinunciare all'ordine sacerdotale.
- Papa Clemente VIII, non Sisto V come è mostrato nella fiction, ebbe idea di nominare Filippo cardinale non per le sue idee rivoluzionarie ma perché, seguendo i suoi consigli, si era riconciliato con Enrico IV di Francia; inoltre la frase che pronunciò in quel momento, «Preferisco il paradiso», non fu oggetto di canto.

## Ascolti
La prima puntata della miniserie televisiva, in onda il 20 settembre 2010, è stata vista da 6.345.000 telespettatori, raggiungendo il 23,88% di share. La seconda puntata, in onda il 21 settembre 2010, è stata vista da 7.165.000 telespettatori, con il 27,37% di share.
Il 3 novembre 2020, in seguito alla scomparsa del protagonista Gigi Proietti, è andata in onda in un'unica puntata ed è stata vista da 4.111.000 telespettatori, con il 16.8% di share.